# Padangrella
Padangrella is een geslacht van hooiwagens uit de familie Sclerosomatidae.
De wetenschappelijke naam Padangrella is voor het eerst geldig gepubliceerd door Roewer in 1954. 

## Soorten
Padangrella is monotypisch en omvat slechts de volgende soort:
- Padangrella jacobsoni